# Caffeine
Caffeine (nicht: Kaffeine) ist ein freies Programm zum Manipulieren systemweiter Energiespar-Einstellungen. Es wird unter der GNU General Public License (GPL) bereitgestellt.

## Geschichte
Ursprünglich wurde Caffeine für Mac OS X entwickelt. Mitte 2009 wurde das Programm erstmals mit Hilfe der Programmiersprache Python auf Linux portiert.

## Funktionen
Caffeine ist ein System- oder Hilfsprogramm mit sehr speziellem und relativ beschränktem Funktionsumfang. Hauptfunktion des Programmes ist, die Aktivierung des Bildschirmschoners und anderer automatischer Energiesparfunktionen wie den Sleep-Modus zu unterdrücken. So wird verhindert, dass die Wiedergabe eines Videos oder die Vorführung einer Präsentation unerwünscht unterbrochen wird. Dies erwies sich unter Linux-Distributionen oft als notwendig, da das korrekte Funktionieren der Energieverwaltung dort häufig durch verschiedene Bugs beeinträchtigt wurde.
Auch Ermittlungsbehörden verwenden derartige Programme bei Hausdurchsuchungen, wenn Beweismittel auf den Rechnern des Beschuldigten vermutet werden und das System vom Nutzer mit seinem Passwort zur Zeit der Durchsuchung freigeschaltet ist. Hierbei geht es nicht primär um das Fernhalten des Bildschirmschoners, sondern es soll eine zeitgesteuerte Abmeldung des Benutzers vom System, die auf Grund von Inaktivität ausgelöst wird, verhindern. Damit kann eine (bei Abmeldung des Benutzers) eventuell greifende Verschlüsselung vermieden und der Zugriff auf das vom Nutzer mit seinem Passwort freigeschaltete System nicht verloren werden, wodurch das Sammeln von Beweisen ggf. ermöglicht und/oder erleichtert wird.

## Bedienung
Außer dem Einstellungsdialog ist keine weitere grafische Oberfläche vorhanden. Durch die Darstellung einer entweder leeren oder gefüllten Kaffeetasse im Benachrichtigungsfeld wird die (In-)Aktivität des Programmes symbolisiert. Per Klick auf die Tasse wird Caffeine komplett aktiviert oder deaktiviert.
Weiterhin ist es möglich, Caffeine automatisch zu aktivieren, sobald ein bestimmtes Programm gestartet wird. Über die Einstellungen lässt sich Caffeine auch für Flash-Videos sowie das Online-Spiel Quake Live automatisch einschalten.

## Caffeine-ng
Caffeine-ng ist ein Fork der Caffeine-2.4-Serie. Er wurde geschaffen, als Caffeine auf vollautomatische Vollbilderkennung ohne manuelle Einstellmöglichkeit umgestellt wurde.